# 莱讷河畔阿尔费尔德
莱讷河畔阿尔费尔德（德語：Alfeld (Leine)），简称阿尔费尔德（德語：Alfeld，發音：[ˈalfɛlt]），是德国下萨克森州希尔德斯海姆县的城市，面积72.88平方千米，2023年12月31日人口为18,679人。